# Sam J. Jones
Samuel Gerald Jones, noto come Sam J. Jones (Chicago, 12 agosto 1954), è un attore ed ex modello statunitense.
È ricordato per il ruolo di Flash Gordon nell'omonimo film del 1980. 

## Biografia
Jones è cresciuto a West Palm Beach, in Florida. Ha fatto la sua prima apparizione cinematografica nel film commedia 10 (1979), accanto a Bo Derek. È ricordato principalmente per il ruolo di protagonista in Flash Gordon (1980), dove ai provini superò nella scelta sia Arnold Schwarzenegger che Kurt Russell. La sua carriera tuttavia non decollò sia per gli incassi del film (discreti ma non abbastanza rispetto all'aspettativa creata) sia per i mancati accordi con la produzione, che impedirono la realizzazione della trilogia inizialmente prevista. Da allora il suo lavoro è stato in gran parte in televisione e in film d'azione a basso budget. Ha interpretato Chris Rorchek nella serie televisiva Codice rosso fuoco (1981-1982) e ha partecipato nel 1987 all'adattamento del fumetto The Spirit.
Ha avuto un discreto ritorno di popolarità nel 1988, quale protagonista del telefilm poliziesco-fantastico Il giustiziere della strada, in onda in Italia nel 1990, a fianco dell'altra veterana della fantascienza Jane Badler (l'ex Diana dei Visitors). Successivamente Jones ha partecipato a film come Obsession Kills (1995), Fists of Iron (1995), American Strays (1996), American Tigers (1996), Gangland and Psychotic (2002). Inoltre ha recitato nella commedia romantica My Chauffeur (1986) e in Jane and the Lost City (1987), basato su una popolare striscia comica britannica. 
Nel 2001 è apparso nell'episodio Cacciatore di taglie della serie televisiva Stargate SG-1. Nel 2007 ha avuto un ruolo speciale nella serie televisiva Flash Gordon. Nel 2012 e nel 2015 ha interpretato se stesso nei film Ted e Ted 2.

## Vita privata
Jones è un ex Marine degli Stati Uniti e ha ricevuto numerosi premi umanitari. È stato sposato due volte: prima dal 1982 al 1987 con Lynn Erick da cui ha avuto due figli e dal 1992 è sposato con Ramona Lynn Jones da cui ha avuto tre figli.

## Filmografia parziale

### Cinema
- 10, regia di Blake Edwards (1979)
- Flash Gordon, regia di Mike Hodges (1980)
- My Chauffeur (1986)
- Jane and the Lost City (1987)
- Una chiamata nella notte (South Beach), regia di Fred Williamson e Alain Zaloum (1992)
- Obsession Kills (1995)
- Fists of Iron (1995)
- American Strays (1996)
- American Tigers (1996)
- Gangland and Psychotic (2002)
- Ted, regia di Seth MacFarlane (2012)
- Ted 2, regia di Seth MacFarlane (2015)
- The Silent Natural, regia di David Risotto (2018)

### Televisione
- Codice rosso fuoco (Code Red) – serie TV, 19 episodi (1981-1982)
- A-Team (The A-Team) – serie TV, episodio 2x22 (1984)
- Il giustiziere della strada (The Highwayman) – serie TV, 10 episodi (1988)
- Renegade – serie TV, episodio 1x11 (1992)
- Baywatch – serie TV, episodi 4x01-4x02 (1993)
- Stargate SG-1 – serie TV, episodio 3x07 (2001)
- Flash Gordon – serie TV, un episodio (2007)

## Doppiatori italiani
Nelle versioni in italiano delle opere in cui ha recitato, Sam J. Jones è stato doppiato da:
- Gino La Monica in Flash Gordon, Ted, Ted 2
- Antonio Fattorini in Codice rosso fuoco
- Alessandro Rossi ne Il giustiziere della strada